# Calycosiphonia macrochlamys
Calycosiphonia macrochlamys är en måreväxtart som först beskrevs av Karl Moritz Schumann, och fick sitt nu gällande namn av Elmar Robbrecht. Calycosiphonia macrochlamys ingår i släktet Calycosiphonia och familjen måreväxter. IUCN kategoriserar arten globalt som sårbar. Inga underarter finns listade i Catalogue of Life.